# Setaria faberi
Setaria faberi là một loài thực vật có hoa trong họ Hòa thảo. Loài này được R.A.W.Herrm. miêu tả khoa học đầu tiên năm 1910.